# 폴리노미오그래피
폴리노미오그래피 (Polynomiography)는 수학적 시각화의 방안 중 하나이다. 미국 러트거스 대학교 컴퓨터과학과의 바흐만 칼란타리 (Bahman Kalantari) 교수가 다항식의 근을 이미지화하는 방법에 대해 처음으로 연구한 분야이다.
폴리노미오그래피는 다항식을 뜻하는 ‘Polynomal'이라는 말과 접미사 'graphy'가 합쳐진 말로, 다항식의 근을 계산하는 방법을 이용하여 이미지를 만드는 예술을 의미한다. 폴리노미오그래프를 만드는 과정 또는 방법을 ‘폴리노미오그래피’라고 말한다. 폴리노미오그래프는 사용하는 점화식에 따라 다양한 이미지가 생성되며 이미지 중에서는 프랙털과 비슷한 이미지도 있다.

## 원리
폴리노미오그래피는 방정식의 근의 근삿값을 찾음으로서 만들 수 있다. 방정식의 근의 근삿값을 찾는 방법으로 유명한 ‘뉴턴의 방법’을 이용하여 미분계수를 통해 근삿값을 구한다.
뉴턴의 방법과 같은 점화식의 근에 수렴하는 성질은 양의 실수 알파의 제곱근을 찾는데 실수로 제한되지 않으며, 점화식의 초깃값에 복소수를 넣어 근을 구하기가 가능하고, 근이 실근이 아닌 복소수의 근인 경우도 발생할 수 있다. 이렇게 복소평면에서 같은 근에 수렴하는 초깃값들을 분류할 수 있으며, 근의 개수에 따라 복소평면은 근의 개수보다 작거나 같은 수의 영역으로 나눌 수 있다. 이렇게 영역마다 다르게 색을 칠한 것이 폴리노미오그래피다.

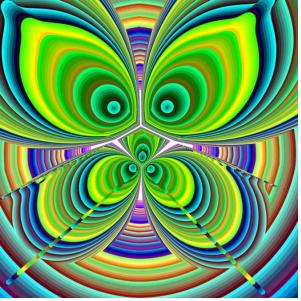
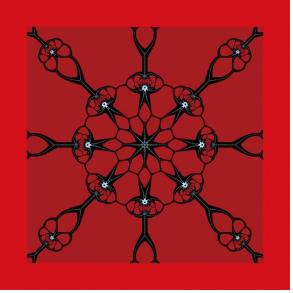

## 응용
전시회를 시작으로 컴퓨터 그래픽, 카펫 제작, 타투 등의 직접적인 이미지를 활용한 영역뿐만 아니라 발레, 현대무용의 영역과의 접목이 이미 시도되었으며, 만약 수학캠프와 같은 프로그램을 통하여 학생들에게 적용한다면 학생들의 호기심을 자극하여 수학에 대한 흥미와 관심을 유도할 수 있고, 미술적인 작품들을 생성할 수 있어 학문간 융합의 측면에서 좋은 소재가 될 수 있다. 또한 STEAM 교육이나 창의성 교육 측면에서도 좋은 결과를 기대할 수 있으며 무엇보다 자신만의 포트폴리오를 만들고 지속적인 연구 활동이 가능하여 수학에 대한 성취감을 높이는 것에 기여할 것으로 보인다. 그리고 예술적으로는 기존의 타일링(tiling)이나 패턴 이미지와는 다르게 다양한 이미지를 쉽게 만들 수 있으며 새로운 영역으로의 확장이 가능하다.